# جائزة الأكاديمية الدولية للفلم الهندي لأفضل قصة
جائزة الأكاديمية الدولية للفيلم الهندي لأفضل قصة يتم اختيار الفائز بعناية، بدأت الجائزة منذ عام 2000 .

## الفائزون
| السنة | الفائز                                              | الفيلم               |
| ----- | --------------------------------------------------- | -------------------- |
| 2015  | فيكاس باهل، Chaitally Parmar، Parveez Shaikh        | كوين                 |
| 2014  | براسون جوشي                                         | Bhaag Milkha Bhaag   |
| 2011  | Shibani Bathija                                     | اسمي خان (فيلم هندي) |
| 2010  | راجكومار حيراني، Abhijat Joshi و Vidhu Vinod Chopra | ثلاثة بلهاء          |
| 2009  | نريج باندي                                          | A Wednesday!         |
| 2008  | جديب شاني                                           | Chak De! India       |
| 2007  | راجكومار حيراني                                     | Lage Raho Munna Bhai |
| 2006  | نجيش كوكنور                                         | إقبال                |